# Station Boronów
Station Boronów is een spoorwegstation in de Poolse plaats Boronów.